# Kamienica Rynek-Ratusz 7-9 we Wrocławiu
Kamienica Rynek-Ratusz 7-9 – trzy zabytkowe kamienice na wrocławskim Rynku, w północnej pierzei tretu tzw. stronie rymarzy lub stronie złotników.  
Większość kamienic znajdujących się w północnej pierzei tretu ma rodowód sięgający XV–XVII. Pierwotnie były to parterowe drewniane kramy, a następnie piętrowe murowane pomieszczenia mieszkalne przylegające do dwukondygnacyjnej murowanej ściany północnej Smatruza. Z biegiem kolejnych lat pomieszczenia przekształcono w wielopiętrowe kamienice. Po 1824 roku, kiedy to zlikwidowano Smatruzy, właściciele kamienic z tej strony wykupili od miasta za kwotę 21 000 talarów, jej tereny i przedłużyli swoje budynki na południe. Zachowane z tego okresu zabudowania mają cechy architektury późnoklasycystycznej. 
Działania wojenne podczas II wojny światowej częściowo zniszczyły pierzeję północną. Jej odbudowa została opracowana w 1954 roku przez profesora Edmunda Małachowicza w Pracowni Konserwacji Zabytków przy udziale prof. Stanisława Koziczuka, Jadwigi Hawrylak i Stefana Janusza Müllera. 

## Historia kamieniec
Przed 1945 rokiem były to trzy oddzielne kamienice z niezależnymi klatkami schodowymi. Po 1945 kamienice połączono, a klatka schodowa w kamienicy środkowej stała się wspólną dla obu zewnętrznych budynków. 

### Kamienica nr 7

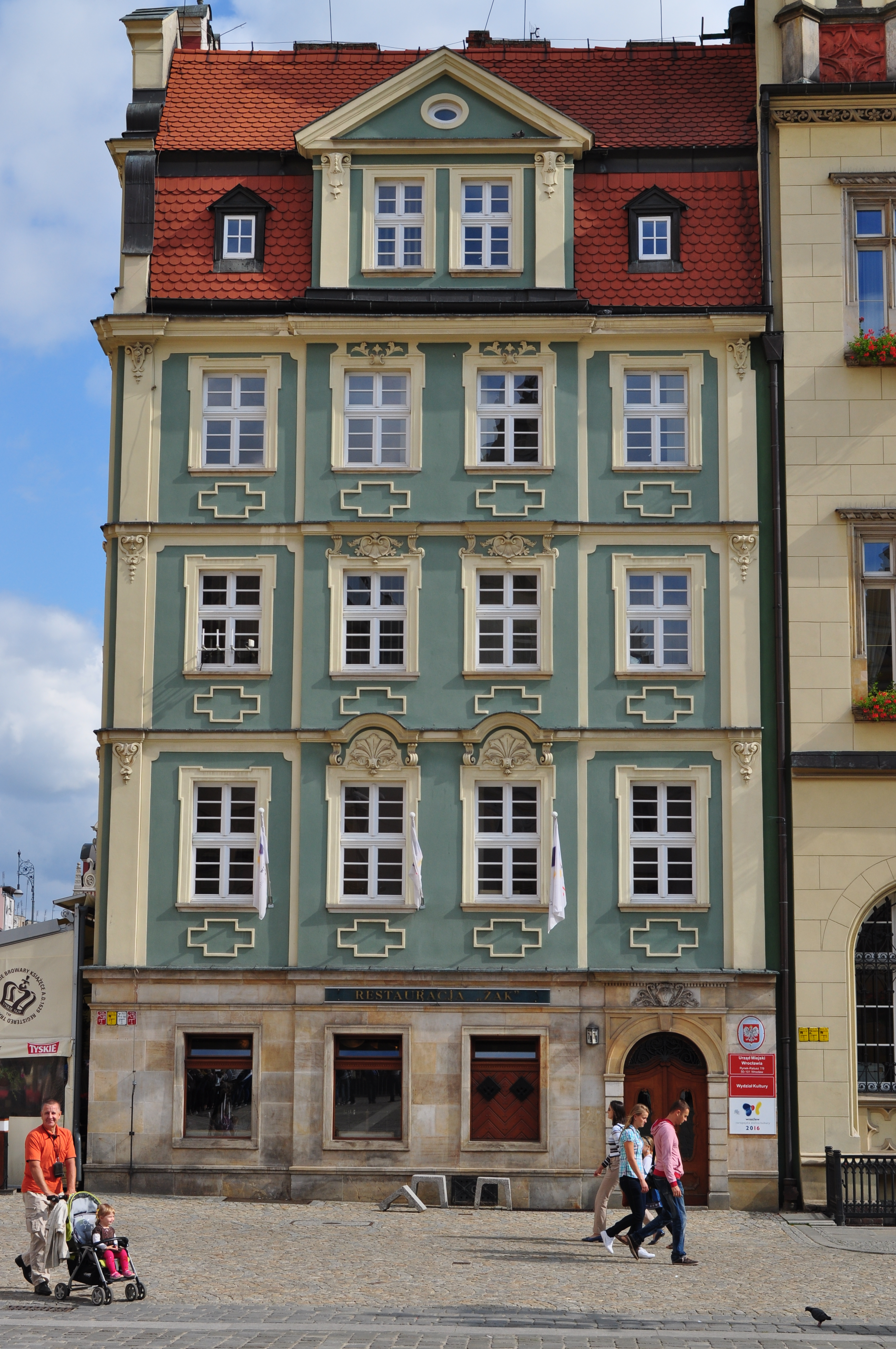
Kamienica 7-9, widok od strony wschodniej, 2008

Kamienica narożna o wymiarach 4,4 x 10 m. Jego pierwsza fasada wykonana była w stylu barokowym, choć jego podpiwniczenie sięga okresu wczesnego renesansu a nawet gotyku (zachowane relikty z tego okresu należą teraz do restauracji Spiż). Przed 1743 rokiem była to 3-kondygnacyjna kamienica o dwóch traktach. Po przebudowie budynek uzyskał cztery kondygnacje. Część zachodnia (szersza) była czteroosiowa pokryta dachem mansardowym ze szczycikiem. W zewnętrznej osi, na parterze znajdowało się przejście do Smatruza, a obok niego umieszczono portal prowadzący do budynku z datą "1743". Od strony północnej kamienica miała szerokość dwóch osi okiennych i zwieńczona była szczytem z trójkątnym tympanonem. 
Podczas działań wojennych w 1945 roku kamienica została zniszczona. Została odbudowana według projektu Jadwigi Grabowskiej-Hawrylak, w połączeniu z kamienicami 8 i 9, gdzie klatka schodowa znajdowała się w kamienicy środkowej. W części elewacji zachodniej rekonstruowany portal umieszczono w miejsce przejścia do Smatruz.

### Kamienica nr 8
Kamienica, o szerokości 4,5 metra, miała pięć kondygnacji w układzie dwuosiowym, i zwieńczona była szczytem o przerwanym tympanonie. W takiej formie powstała w 1713 roku w wyniku gruntownej przebudowie, a elementy z tego okresu zachowały się na parterze w formie obramowania witryny okiennej i portalu ozdobionego reliefem o motywach roślinnych. Nad nimi znajdowały się dwa nadproża wygięte ku górze. Pierwotny portal był podzielony na dwa otwory: drzwiowy i nadświetle; w zworniku nadproża znajduje się data "1713". Wnętrze budynku ozdabiał malowany (niezachowany obecnie) drewniany strop pochodzący z okresu baroku. Górna część fasady pochodziła z ok. 1750 roku. 
W wyniku działań wojennych w 1945 roku zniszczone zostało czwarte piętro i szczyt, które zostały wiernie odbudowane według projektu Jadwigi Grabowskiej-Hawrylak. W budynku znajduje się klatka, która jest wspólna dla kamienicy nr 7 i 9.     

### Kamienica nr 9
Kamienica została wzniesiona w drugiej dekadzie XVIII wieku, jako pięciokondygnacyjny budynek, o dwóch osiach okiennych i ze szczytem w formie jednoosiowej edykuli ujętej w wolutowe spływy i z tympanonem o podwiniętym i przerwanym górnym gzymsie z ustawionym pośrodku wazonem. W XIX wieku kamienice przebudowano, w wyniku czego zlikwidowano szczyt, równając go do sąsiedniego barokowego budynku. Zmieniona fasada kamienicy została zwieńczona prostym gzymsem i pokryta kalenicowym dachem. 
W 1945 roku budynek uległ niewielkim zniszczeniom. W wyniku odbudowy według projektu architekta Stanisława Koziczuka i profesora Stefana Janusza Müllera ponownie przywrócono mu barokowy szczyt, ale zmniejszono o jedną kondygnację. Na parterze umieszczono renesansowe opaski, co jest niezgodne z historyczną architekturą budynku.
Na parterze kamienicy nr 7–9, od 1989 roku, znajduje się restauracja "Żak".